# Euphyia liara
Euphyia liara är en fjärilsart som beskrevs av Louis Beethoven Prout 1939. Euphyia liara ingår i släktet Euphyia och familjen mätare. Inga underarter finns listade i Catalogue of Life.